# Fudai
Fudai (普代村, Fudai-mura) est un village du district de Shimohei, situé dans la préfecture d'Iwate, au Japon.

## Géographie

### Situation
Le village de Fudai se situe dans le nord-est de la préfecture d'Iwate, sur l'île de Honshū, au Japon. Il possède une façade maritime au bord de l'océan Pacifique.

### Démographie
Au 1er décembre 2015, la population de Fudai s'élevait à 2 849 habitants répartis sur une superficie de 69,66 km2.

## Histoire
Fudai a été officiellement fondé le 1er avril 1889.
Le village a été protégé du tsunami consécutif au séisme de 2011 de la côte Pacifique du Tōhoku grâce à une barrière contre les inondations construite entre 1972 et 1984.

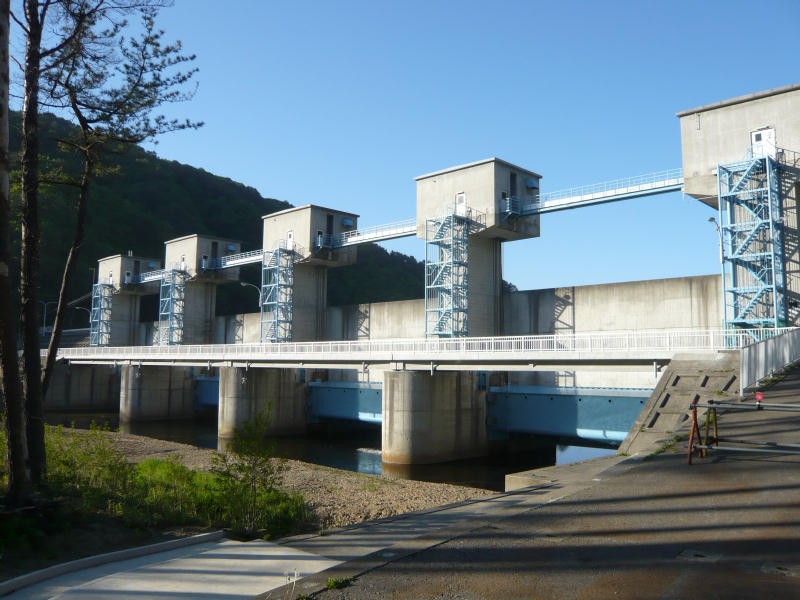
Barrière anti-inondation de Fudai.